# Das Ding (Band)
Das Ding war eine Pop-Punk-Formation aus dem Raum Stuttgart, die im Februar 1996 erstmals als Support-Band bei einem J.B.O.-Konzert vor einem größeren Publikum in Erscheinung trat.
Nachdem Das Ding 1993 mit WIZOs Sänger Axel Kurth als Gastgitarristen die EP Brainsucker herausgebracht hatten, folgte 1997 ihr erstes und einziges Full-Length-Album Blöd genug für diese Welt. Der Titelsong Blöd genug für diese Welt erschien auch auf dem 1998 von J.B.O. herausgebrachten Sampler ... und Spaß dabei! Der ultimative Partysampler.

Im gleichen Jahr erschienen auch auf den Samplern Empty Records Sampler II und Knuddelpunk 1 die Titel Das Leben ist gemein, Verlierer und auch Blöd genug für diese Welt.
Das Ding waren von 1996 bis 1998 bei vielen J.B.O.-Konzerten als Vorgruppe dabei. Der wohl bekannteste Song Blöd genug für diese Welt indes fiel vor allem wegen seiner großen Ähnlichkeit zu der Musik von WIZO und des Gesangs Axel Kurths auf.
1999 löste sich die Band aus unbekannten Gründen auf.
Mitch Meister betreibt allerdings immer noch ein Tonstudio namens „DerSoundmann“.

## Diskografie
- Brainsucker (EP), 1993 (Hulk Räckorz)
- Wintertag (EP), 1996
- Das Leben Ist Gemein (EP), 1996
- Blöd genug für diese Welt, 1997 (Empty Records)
- ...und Spaß dabei! Der ultimative Partysampler (Sampler), 1998 (Lawine | Sony BMG)
- Empty Records Sampler II (Sampler), 1998 (Empty Records)
- Knuddelpunk 1 (Sampler), 1998 (Empty Records)